# Ville chinoise

Le Pékin historique; au sud se trouve la ville chinoise ("Outer city"), la Ville tartare étant désignée ici sous le terme "Inner city" (« Cité intérieure »)

Zhengyangmen sur la place Tian'anmen, l'une des portes d'entrée de la ville chinoise depuis la ville tartare; devant, file pour l'entrée du mausolée de Mao Zhedong

La Ville chinoise (chinois simplifié : 外城 ; chinois traditionnel : 外城 ; pinyin : Wàichéng ; litt. « ville extérieure ») appelée aussi Ville extérieure, est un quartier historique de Pékin en République populaire de Chine.
Elle est située au sud de la Ville tartare (qui doit le nom aux Mongols établis à Pékin durant le règne de la dynastie Yuan, et qui rebâtirent la ville autour de la Cité interdite), et de la place Tian'anmen, incluant notamment le temple du Ciel.

## Histoire
Elle a la forme d'un rectangle aligné sur les points cardinaux ; et mesure environ huit kilomètres d'est en ouest et trois kilomètres du nord au sud.
Cette partie de Pékin abrita longtemps les différentes délégations diplomatiques.
Ses murailles ont été abattues en 1958, mais elle a fait l'objet depuis les années 1990 d'importantes reconstructions et rénovations.
Les portes de la ville chinoise étaient les suivantes (à partir de la place Tian'anmen et dans le sens des aiguilles d'une montre) :
- Zhengyangmen (正阳门), porte Face au Soleil ;
- Chongwenmen (崇文门), porte du Respect des lettres ;
- Dongbianmen (东便门), porte de l'Ouverture orientale ;
- Guangqumen (广渠门) porte du Vaste fossé;
- Zuo'anmen (左安门), porte de la Paix de gauche ;
- Yongdingmen (永定门), porte de la Stabilité éternelle ;
- You'anmen (右安门), porte de la Paix de droite ;
- Guang'anmen (广安门), porte de la Paix universelle ;
- Xibianmen (西便门), porte de l'Ouverture occidentale ;
- Xuanwumen (宣武门), porte de la Proclamation de la loi martiale.